# Hydrometra
Eine Hydrometra oder ein Hydrometrokolpos, (altgriechisch ὕδωρ hydor ‚Wasser‘, μήτρα metra ‚Uterus‘ und κόλπος kolpos ‚Scheide‘) bedeutet, dass die Gebärmutter (und die Vagina) mit Flüssigkeit gefüllt ist. Im Gegensatz zur Mukometra ist die Viskosität der Flüssigkeit gering. Ist lediglich die Scheide betroffen, spricht man von einem Hydrokolpos.

## Ursache
Zugrunde liegt ein Verschluss der Scheide durch eine Hymenalatresie oder seltener eine Vaginalmembran, eine Form einer Gynatresie. Diese Flüssigkeit entsteht in der Neugeborenenperiose und besteht aus Sekret der mütterlicherseits hormonell stimulierten Vaginalschleimhaut.
Eine Assoziation besteht mit dem Robinow-Syndrom, dem Uterus didelphys oder Duplikaturen der Vagina und/oder des Uterus.
Die Erkrankung tritt als Bestandteil des McKusick-Kaufman-Syndromes auf.

## Diagnose
Diese Aufweitung kann als Tumor im Unterbauch tast- oder gar sichtbar werden.
Die Diagnose wird meistens mittels Ultraschalluntersuchung gestellt.

## Differentialdiagnose
Abzugrenzen sind andere zystische Raumforderungen des Unterbauches wie Steißbeinteratom, Lymphangiom usw.

## Therapie
Die Behandlung besteht in operativer Durchtrennung des Hymens oder der verlegenden Membran.

## Hydrometra bei Tieren
Eine Hydrometra tritt bei Kaninchen meist infolge eines Adenokarzinoms mit Verlegung der Gebärmutterlumens auf. Es gibt auch idiopathische Formen ohne jede erkennbare Ursache und Flüssigkeitsansammlungen infolge von Fehlbildungen der Gebärmutter. Bei Frettchen kann ein hormonell aktives Ovarialkarzinom zu einer Hydrometra führen. Sekundär kann durch die Flüssigkeitsansammlung eine Gebärmutterverdrehung (Torsio uteri) entstehen. Zur Behandlung wird in der Tiermedizin meist eine Gebärmutterentfernung (Hysterektomie) durchgeführt. Eine Ansammlung wässriger Flüssigkeit in der Gebärmutter nach einem frühen Fruchttod bei erhaltener Fruchtwasserbildung auftreten. Diese „Wassertracht“ wird häufiger bei Ziegen beobachtet.